# Norsjö
Norsjö ([nʊʂːø]) es un municipio de la provincia de Västerbotten, al norte de Suecia. Se encuentra a 301 m s. n. m. y es sede del Gobierno local. Allí se encuentra el teleférico más largo del mundo.
El teleférico más alto del mundo se encuentra en Mérida - Venezuela.

## Historia
Los primeros asentamientos se produjeron en el siglo XV. Durante los primeros siglos, los nuevos habitantes de la región se alimentaban a base de la pesca, la caza y la agricultura.

## Demografía
| Gráfica de evolución de Norsjö entre 1970 y 2020 |
|                                                  |

## Industria
Norsjö ha sido tradicionalmente una región industrial. La gran cantidad de bosques ha sido el factor necesario para el gran desarrollo de la industria maderera. La minería es otro de los sectores con importancia en la región. 